# Lonchura malacca
El capuchino tricolor (Lonchura malacca) ave de la familia Estrildidae del orden Passeriformes originaria de la India y Sri Lanka.
La especie ha sido introducida en Australia, Cuba, Haití, Jamaica, Japón, Portugal, Puerto Rico, República Dominicana,Colombia y Venezuela.
Este pinzón es conocido como capuchino de cabeza negra. En Venezuela es un ave naturalizada, se le llama Capuchino. En Colombia se le ha dado un nombre incorrecto desde su introducción, el de Alondra pico de diamante; ya que no comparte filación alguna con la citada avecilla, y en Cuba se ha naturalizado desde 1990, también se conoce como monjita tricolor.

## Hábitat
El capuchino tricolor o monjita tricolor es una pequeña ave gregaria que se alimenta principalmente de semillas gramíneas y otras. Frecuenta áreas de pastizales húmedos y cultivos como los arrozales. Puede ser encontrada también en bosques húmedos tropicales de tierras bajas.